# Is This What We Want?
Is This What We Want? (englisch für Ist es das was wir wollen?) ist ein Musikalbum aus dem Jahr 2025 von verschiedenen Künstlern. Es besteht aus stillen, in Aufnahmestudios aufgenommenen Protestliedern, die gegen die Verwendung nicht lizenzierter urheberrechtlich geschützter Werke für die Ausbildung von Künstliche Intelligenz (KI) protestieren. Die Titel der Lieder bilden in deutscher Übersetzung den Satz „Die britische Regierung darf den Diebstahl von Musik nicht legalisieren, um KI-Unternehmen zu begünstigen“. Die Erlöse aus den Verkäufen gehen an die Musiker-Wohltätigkeitsorganisation Help Musicians.

## Hintergrund
Rasante Fortschritte in der KI-Technologie durch Text-Bild-Modelle wie DALL-E, Midjourney und Stable Diffusion, die komplexe Bilder erzeugen konnten, und die überzeugend von Menschen geschaffenen Kunstwerken gleichen, lösten einen umfassenden KI-Boom aus. Die Verbreitung von Algorithmen zur Bilderzeugung fiel zeitlich mit der Veröffentlichung von fortschrittlichen großen Sprachmodellen wie ChatGPT zusammen, die äußerst überzeugende Texte erzeugen. Diese transformatorbasierten Modelle zur Erzeugung neuer Inhalte aus Eingabeaufforderungen werden unter dem Begriff generative künstliche Intelligenz zusammengefasst und erfordern große Mengen an Trainingsdaten, die häufig aus Texten, Bildern und anderen Medien bestehen, die aus dem Internet entnommen werden. Dies gab Anlass zur Sorge, dass die KI-Produkte dabei die Rechte am geistigen Eigentum verletzen könnten. 2024 verklagten Sony Music Entertainment, Warner Music Group und Universal Music Group die KI-Start-up-Unternehmen Suno AI und Udio wegen der mutmaßlichen nicht autorisierten Verwendung urheberrechtlich geschützter Aufnahmen als Trainingsdaten, in einem nicht vorstellbarem Ausmaß.
Anlass für diese Proteste war ein Gesetzentwurf zur Änderung des Urheberrechts, den die britische Regierung Ende 2024 einbrachte, der Unternehmen die lizenzfreie Verwendung von urheberrechtlich geschützten Werken anderer, wie Musik, Kunstwerke, Texte usw. für die Verarbeitung der KI-Modelle erlauben sollte. Am 25. Februar 2025 veröffentlichten die beteiligten Künstler einen Offenen Brief in der britischen Tageszeitung The Times, in dem sie auf die hohe Bedeutung der Musikschaffenden für die britische Wirtschaft hinwiesen und appellierten das Gesetzesvorhaben zurückzunehmen.

## Künstler
Das Album enthält zwölf Titel, wobei jeder Titel ohne Namensnennung aufgeführt ist. Als beteiligte werden 1000 Musiker, Gruppen und Co-Autoren genannt, darunter Kate Bush, Jamiroquai, Damon Albarn, Cat Stevens, Tori Amos, Annie Lennox, Pet Shop Boys, Billy Ocean, The Clash, Ed O’Brien, Marillion und Hans Zimmer, aber auch Institutionen wie das Royal Liverpool Philharmonic Orchestra, The Choir of Royal Holloway, Old Royal Naval College Trinity Laban Chapel Choir und Imperial College Chamber Choir.

## Titelliste
Die Titel bestehen aus Aufnahmen in Tonstudios. Sie setzen sich aus Hintergrundgeräuschen der technischen Einrichtungen, der Mitarbeiter sowie Umweltgeräuschen von Außen zusammen.
| Nr.          | Titel        | Länge |
| ------------ | ------------ | ----- |
| 1.           | The          | 4:00  |
| 2.           | British      | 4:08  |
| 3.           | Government   | 3:59  |
| 4.           | Must         | 4:01  |
| 5.           | Not          | 3:14  |
| 6.           | Legalise     | 3:52  |
| 7.           | Music        | 4:28  |
| 8.           | Theft        | 3:56  |
| 9.           | To           | 4:16  |
| 10.          | Benefit      | 3:50  |
| 11.          | AI           | 3:36  |
| 12.          | Companies    | 3:57  |
| Gesamtlänge: | Gesamtlänge: | 47:17 |

## Chartplatzierungen
| ChartsChartplatzierungen     | Höchstplatzierung | Wochen |
| ---------------------------- | ----------------- | ------ |
| Vereinigtes Königreich (OCC) | 38 (… Wo.)        | …      |